# José Manuel Osório
José Manuel Osório (Leopoldville, 13 de Maio de 1947 – Lisboa, 11 de Agosto de 2011), foi um fadista, músico, produtor cultural, estudioso de fado e activista anti-SIDA português.

## Vida e obra
Nasceu em Leopoldville (actual Kinshasa) no Congo Belga (actual República do Zaire), e foi registado em 13 de Maio de 1947, no seio de uma família da classe média-alta. 
Aos 5 anos ouviu o seu primeiro disco de fado, cantado por Lucília do Carmo, a que deu pouca importância na ocasião. Aos 10 anos foi viver para Portugal e estudou nas melhores escolas de Lisboa, mostrando uma inclinação para a música clássica. Aos 12 anos inscreveu-se no Conservatório Nacional de Lisboa e concluiu o curso básico e superior de solfejo aos 15 anos.
Iniciou então os estudos de piano, terminando o curso nove anos depois, com louvor e distinção. Seguidamente, inscreveu-se no curso de teatro no mesmo Conservatório. Terminados os estudos secundários, juntou-se à Companhia de Teatro Estúdio de Lisboa, dirigida por Luzia Maria Martins, ali permanecendo durante seis anos. 
Inscreveu-se então na Universidade de Lisboa, no curso de Direito, que não chega a terminar, onde fundou o Grupo Independente de Teatro da Faculdade de Direito de Lisboa.  Lá, encena a peça O Homúnculo de Natália Correia, primeiro texto desta autora a ser representado publicamente.  Nessa ocasião conheceu Vasco de Lima Couto, que lhe escreveu um poema para um fado.
Começou a visitar os retiros de fado em Cascais, e segundo as suas palavras, “apanhei o comboio logo ali”. José Manuel Osório cantou como amador em sítios como O Estribo, O Cartola, O Galito e O Arreda. Conheceu então cantores carismáticos como Alfredo Marceneiro, Maria Teresa de Noronha, Carlos Duarte, João Braga, José Pracana, Chico Pessoa e João Ferreira-Rosa, entre outros. Também conheceu José Carlos Ary dos Santos, que lhe ofereceu para cantar o decassílablo Desespero, a partir de um soneto incluído em A Liturgia do Sangue.  Esses retiros de fado, segundo Osório, eram de certo modo locais de rebelião contra as casas de fado que proliferavam nos bairros históricos de Lisboa e tornavam o prazer de cantar numa obrigação.
Em 1968 gravou o seu primeiro disco, cujo reportório incluía poemas de José Carlos Ary dos Santos, Vasco de Lima Couto, Manuel Alegre, Mário de Sá-Carneiro, António Botto, João Fezas Vital, Luiza Neto Jorge, António Aleixo e Maria Helena Reis.  No mesmo ano, foi viver para Paris e assistiu ao Maio de 68. Trabalhou num restaurante onde se cantava o fado e conheceu José Mário Branco, Sérgio Godinho e Luís Cília, entre outros. Natália Correia, escreveu-lhe uma série de belos poemas que foram gravados depois de 25 de Abril de 1974.
Adere ao Partido Comunista Português, em 1970. 
Nas décadas de 1960 e de 1970 dinamizou o teatro amador em dezenas de espectáculos, tanto como actor como encenador, trabalhando essencialmente nas associações populares de Lisboa. Foi-lhe atribuído o Primeiro Prémio do Festival de Teatro Amador (APTA) com o Grupo Oficina de Teatro de Amadores de Alfama, dirigindo o texto Soldados de Carlos Reyes.
O seu quarto disco, para a etiqueta Orfeu, incluía poemas de Fernando Pessoa, Manuel Alegre, António Aleixo, Francisco Viana, do poeta popular Martinho da Rita Bexiga, António Gedeão e de Alda Lara, entre outros. Músicos como António Chaínho, Arménio de Melo, Manuel Mendes, José Nunes, Raul Nery, José Fontes Rocha, Carlos Gonçalves, Pedro Caldeira Cabral, Pedro Leal, Manuel Martins, Joel Pina and Mestre Martinho D'Assunção participaram nas gravações. 
Regressou finalmente a Portugal em 1973, e começou a pesquisar e a coligir temas do fado operário e anarco-sindicalista, que mais tarde viria a interpretar. 
Depois do 25 de Abril de 1974 participou na fundação do grupo de teatro A Barraca. Juntamente com Fernando Tordo e Samuel compôs música para a peça A Cidade Dourada (A Barraca). Também compôs e interpretou ao vivo música para a peça As Espingardas da Mãe Carrar por Bertolt Brecht na Casa da Comédia, encenada por João Lourenço. Foi um impulsionador dos Cantos Livres e das Campanhas de Dinamização do Movimento das Forças Armadas. A sua iniciativa levaria à afirmação do estudo e pesquisa históricos sobre o fado sindicalista e anarquista.
De 1978 a 1993 colaborou profissionalmente com Paulo de Carvalho.
Gravou mais três discos de fado, sempre com um reportório de fados tradicionais, dando assim por concluída a sua carreira discográfica.
Actuou principalmente em casas de fado amador de Cascais e do Estoril, nunca considerando seriamente tornar-se fadista profissional. Utilizou todo o conhecimento adquirido para desenvolver uma carreira como produtor de espectáculos e agente artístico, que manteve até 1990.
José Manuel Osório foi também, desde 1976 até estar disso impossibilitado por motivos de saúde, membro do comité organizador da Festa do Avante, apoiando directamente a criação do espaço exclusivamente dedicado ao fado chamado «Retiro do Fado», que continua atualmente a existir. 
Em 1984 soube que era seropositivo, mas só no final de 1989 começou a ter sérios problemas de saúde, que o obrigariam a abandonar a sua actividade profissional. Durante os anos seguintes teve de enfrentar e vencer uma longa série de doenças gravíssimas decorrentes da SIDA, com enorme coragem e determinação, envolvendo-se activamente na luta e na prevenção contra a SIDA, colaborando com vários médicos entre os quais a Dra. Odette Ferreira. Ficou conhecido por ser o mais antigo seropositivo em Portugal. 
Em 1993 fez um regresso pela mão de Ruben de Carvalho, para lançar uma iniciativa artística no sentido de destacar o fado, através d’ "As Noites de Fado da Casa do Registo", no âmbito de Lisboa/94 Capital Europeia da Cultura.
Em 1998,  a EBAHL (Equipamentos dos Bairros Históricos de Lisboa) convidou-o a supervisionar as Festas de Lisboa. Em 2005 dirigiu o projecto "Todos os Fados".
Foi pai do jornalista Luís Osório, nascido em 1971, e que mais tarde o entrevistaria para o programa Portugalmente e lhe dedicaria um documentário e um livro chamados Quanto Tempo?. 
José Manuel Osório morreu em Lisboa, a 11 de Agosto de 2011. 

## Prémios e reconhecimento
Pelo seu segundo trabalho, gravado em 1969, recebeu o Prémio da Imprensa para o Melhor Disco do Ano, em 1970.  Foi impedido de cantar na cerimónia de entrega dos prémios, que decorreru no Coliseu, por ordem da PIDE enviada à Casa da Imprensa. 
Foi distinguido com o Prémio Amália Rodrigues Ensaio/Divulgação, em 2011, pelo seu trabalho de investigação sobre o fado, no âmbito do qual coordenou as colecções discográficas “Fados da Alvorada” e “Fados do Fado”, editadas pela Movieplay Portuguesa. 
A 17 de maio de 2023, foi agraciado, a título póstumo, com o grau de Oficial da Ordem do Mérito.

## Discografia
- Fado, EP 45 RPM, Movieplay, s/d
- 1975 - Por Quem Sempre Combateu, LP, 33 RPM, Orfeu [13]
- 1977 - Dar novos fados ao fado,  Orfeu [3]

## Ligações Externas
- Arquivos RTP | José Manuel Osório interpreta o tema "Romance", no programa Pifelim (1975)
- Arquivos RTP | José Manuel Osório entrevistado pelo filho Luis Osório, no programa Portugalmente (1998)